# Nicole Malliotakis
Nicole R. Malliotakis (Manhattan, Nueva York, 11 de noviembre de 1980) es una política estadounidense. Perteneciente al Partido Republicano, desde 2021 se desempeña como representante de los Estados Unidos por el 11.º distrito congresional de Nueva York.

## Educación
Malliotakis asistió a New Dorp High School en Staten Island y durante su último año fue elegida presidenta de la clase. Recibió una licenciatura en comunicaciones de la Universidad Seton Hall y una maestría en administración de empresas (MBA) de Wagner College.

## Carrera política

### Inicios
Malliotakis trabajó como enlace comunitario para el exsenador estatal John Marchi entre 2003 y 2004 y el exgobernador George Pataki entre 2004 y 2006. Antes de su elección, también trabajó en la política energética estatal como gerente de asuntos públicos de la Consolidated Edison Company de Nueva York.
En noviembre de 2015, el senador Marco Rubio nombró a Malliotakis presidenta de su campaña presidencial de 2016 en el estado de Nueva York.

### Asamblea del Estado de Nueva York

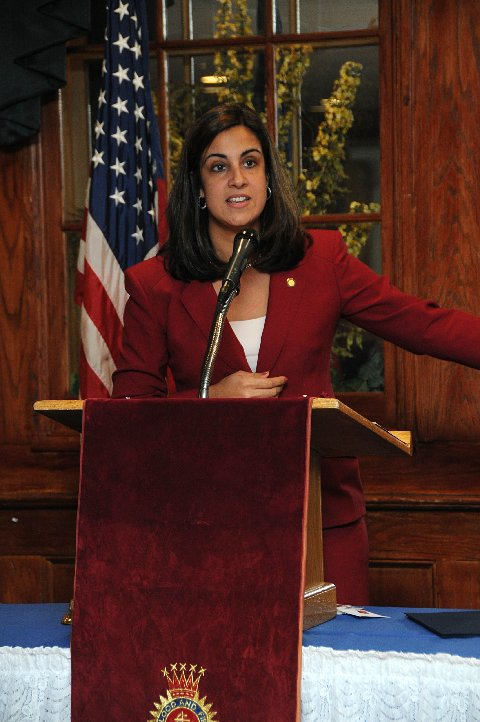
Malliotakis en 2012

En 2010, Malliotakis ganó las elecciones para representar al Distrito 60 en la Asamblea Estatal de Nueva York, derrotando a la titular demócrata de dos mandatos Janele Hyer-Spencer por 10 puntos porcentuales. Tras su elección a la Asamblea, se convirtió en la primera mujer greco-estadounidense y la primera mujer cubanoamericana elegida para un cargo en el estado de Nueva York, y la primera persona de ascendencia hispana elegida de Staten Island.
En octubre de 2011, Malliotakis presentó un escrito de amicus curiae en apoyo de una demanda de la Asociación Estadounidense del Automóvil contra la Autoridad Portuaria en un tribunal federal, argumentando que los aumentos de peaje recientes eran ilegales. Presentó con éxito un procedimiento del Artículo 78 en la Corte Suprema del Estado de Nueva York para lograr que la Autoridad Portuaria divulgara los resultados de un estudio de impacto económico sobre el efecto que habían tenido los aumentos de peaje en los negocios en la Terminal de Contenedores de Nueva York.
Malliotakis fue reelegida en 2012 con el 61% de los votos y en 2014 con el 73% de los votos tanto en Brooklyn como en Staten Island. Después de la renuncia del representante estadounidense Michael Grimm en 2014, fue mencionada como una de las principales candidatas para su puesto, pero decidió no postularse.
Hizo de los derechos de las personas mayores un sello distintivo de su mandato y luchó con éxito para evitar que se cerrara un centro para personas mayores en Staten Island.
Malliotakis llevó a cabo una serie de foros sobre el impuesto de movilidad de nómina de la MTA y su impacto negativo en las pequeñas empresas, organizaciones sin fines de lucro y escuelas privadas. La legislatura del estado de Nueva York y el gobernador Andrew Cuomo posteriormente promulgaron derogaciones significativas. Malliotakis luchó por el alivio del aumento de peaje de septiembre de 2011 en los puentes de la Autoridad Portuaria, pidiendo la desinversión de costosas propiedades inmobiliarias no esenciales y destacando las contribuciones mal administradas a organizaciones comunitarias.
Durante su primer año en la Asamblea, Malliotakis fue nombrada "estrella en ascenso" por Capitol News, Home Reporter News, la Coalición Hispana de Nueva York, y la Fundación Griega de América. El Business Council of New York State la nombró «partidaria pro-empleo de alto rango».

### Campaña para la alcaldía de la ciudad de Nueva York de 2017
El 25 de abril de 2017, Malliotakis se presentó como candidata republicana a la alcaldía de la ciudad de Nueva York en las elecciones de 2017. Ganó la nominación republicana sin oposición después de que el empresario Paul Massey se retirara en junio por cuestiones económicas. El 7 de noviembre de 2017, Malliotakis perdió las elecciones ante el alcalde demócrata en funciones Bill de Blasio.

### Cámara de Representantes

#### 2020
En 2020, Malliotakis se postuló como candidata republicana para el 11.º distrito congresional de Nueva York contra el demócrata titular Max Rose.
La carrera se consideró la única carrera de la Cámara potencialmente competitiva en la ciudad de Nueva York. El 11.ª ha sido durante mucho tiempo el distrito más conservador de los 12 que dividen la ciudad de Nueva York; es el único con un índice de votación partidista de Cook inferior a D+20, y desde la década de 1990 ha sido el único distrito con sede en la ciudad de Nueva York donde a los republicanos les va bien en las elecciones. El Partido Republicano había ocupado el escaño durante todos los períodos menos uno desde 1980 antes de que Rose ganara el escaño en las elecciones de mitad de período de 2018. Los dos se involucraron en una carrera polémica, con muchos anuncios de ataque en ambos lados.
Malliotakis respaldó al por entonces presidente Donald Trump en las elecciones presidenciales de 2020; a su vez, Trump anunció: «¡Nicole tiene mi respaldo completo y total!». Ella abrazó el respaldo de Trump y dijo: «Me siento honrada por el respaldo del presidente Trump y sus palabras de apoyo...Planeo derrotar a Max Rose y devolver el Distrito Congresional 11 de Nueva York al liderazgo del sentido común». La participación de Trump para ayudar a Malliotakis en la carrera se intensificó durante el verano, cuando calificó a a Rose de "terrible", "falso", "fraude", "débil" y "títere" de la presidenta de la Cámara Nancy Pelosi: «Él no debería representar a la gente de Staten Island, a quienes amo. Ese es realmente el país de Trump...Amo a Staten Island. [Rose] no debería representar a la gente de Staten Island; es demasiado débil». La campaña de Malliotakis se hizo eco de los sentimientos de Trump: «El presidente Trump tiene razón; Max Rose es un fraude y un títere de Nancy Pelosi».
Malliotakis declaró la victoria al tomar una ventaja dominante en los resultados del día de las elecciones el 3 de noviembre. Rose no cedió de inmediato, citando los votos en ausencia aún por contar. Cuando se hizo evidente que la ventaja de Malliotakis era demasiado grande para superarla, Rose concedió la victoria a Malliotakis el 12 de noviembre. Malliotakis obtuvo el 53.2 % de los votos frente al 46,8 % de Rose.

#### 2022
Malliotakis se postula para la reelección en 2022. Durante el proceso de redistribución de distritos de 2020, un gerrymander demócrata cambió el 11.º distrito de favorecer a los republicanos por siete puntos a favorecer a los demócratas por cuatro puntos.

## Posiciones ideológicas
Durante su tiempo en el Congreso, la Unión Conservadora Estadounidense, un comité de acción política que apoya el conservadurismo estadounidense, le otorgó un puntaje del 66% por votar en línea con sus posiciones. Tras su elección al Congreso, Malliotakis indicó su intención de unirse a otros republicanos para formar un contrapeso para oponerse al llamado "escuadrón" de demócratas progresistas dirigido por la congresista de la ciudad de Nueva York Alexandria Ocasio-Cortez. «Tenemos un grupo de nuevos republicanos que aman a Estados Unidos. Valoramos la libertad y la oportunidad", dijo Malliotakis, refiriéndose a varios otros miembros del Congreso recién elegidos cuyas familias escaparon de los regímenes comunistas, como Carlos Giménez y María Elvira Salazar de Florida, y Victoria Spartz de Indiana. «Libertad para una economía fuerte. Menos gobierno. Es por eso que nuestras familias huyeron de regímenes opresores. Nuestras familias huyeron de países opresivos con las mismas políticas que Ocasio-Cortez y Squad están promoviendo». La coalición se conoce como Freedom Force.

### Aborto
Como legisladora estatal, recibió una calificación del 100 % en 2011 del Comité del Derecho a la Vida del Estado de Nueva York, un comité de acción política provida, y una calificación del 50 % en 2019 de Planned Parenthood Empire State, un comité proaborto, lo que indica con qué frecuencia votó con sus posiciones. Durante su candidatura a la alcaldía, dijo no estar en contra del aborto. Ella no apoyó la revocación de Roe contra Wade, pero ha votado en contra de los abortos financiados por los contribuyentes y en contra del proyecto de ley de aborto tardío del estado de Nueva York. Durante su candidatura a la alcaldía, no se identificó como provida o proaborto, diciendo: «No es blanco o negro. Creo que hay muchas cosas que intervienen en una decisión de esa magnitud». Sin embargo, en su campaña para la Cámara, se identificó como provida, incluso cuando reiteró que ella no «tiene puntos de vista de blanco o negro» sobre el aborto.

### Donald Trump
Malliotakis votó por Trump en las elecciones presidenciales de 2016. Durante su campaña para la alcaldía, dijo que lamentaba haber votado por Trump; sin embargo, en 2020, respaldó a Trump y votó nuevamente por él.

### Inmigración
Malliotakis se opuso a dar licencias de conducir a inmigrantes indocumentados.

## Resultados electorales

### Alcalde de Nueva York
| Año  |         | Partido  | Etapa   | Votos            | Porcentaje | Resultado | Ref. |
| ---- | ------- | -------- | ------- | ---------------- | ---------- | --------- | ---- |
| 2017 | R       | Primaria | -       | -                | Habilitada | [ 36 ]    |      |
| 2017 | R       | General  | 316,947 | \| \| 27.59 % \| | No electa  | [ 36 ]    |      |
|      | 27.59 % |          |         |                  |            |           |      |

### Asamblea Estatal de Nueva York
|  | 54.49 % |

|  | 61.53 % |

|  | 73.35 % |

|  | 60.09 % |

### Cámara de Representantes de los Estados Unidos
|  | 53.05 % |

|  | 61.67 % |

|  | 64.74 % |